# Joliotflat (torenflat)
De Joliotflat is een in 1967 gebouwde torenflat in de Nederlandse gemeente Rotterdam. De flat ligt aan de Joliotplaats in de wijk Ommoord. Naast de Joliotflat ligt nog flat met dezelfde naam, alleen is dit een ERA-flat en geen torenflat.
De Joliotflat heeft een hoogte van 62 meter, telt 20 verdiepingen. Ze is ontworpen door architect J. Nuts en ziet er daarom hetzelfde uit als de meeste torenflats in Ommoord.